# Commandement des opérations militaires (Syrie)
 (février 2025).
Le commandement des opérations militaires (en arabe : إدارة العمليات العسكرية) — Al-Fatah al-Mubin (en arabe : الفتح المُبين) jusqu'en 2024 — est une chambre d'opérations militaires commune regroupant des groupes armés islamistes et nationalistes opposés au régime de Bachar al-Assad pendant la guerre civile syrienne.  
Elle est lancée le 7 juin 2019, sous le nom d'Al-Fatah al-Mubin, à l'occasion d'une contre-offensive éponyme du Front national de libération, de Jaych al-Ezzah et de Hayat Tahrir al-Cham dans le nord-ouest de la province de Hama. Sous la houlette de la Turquie, elle se restructure en octobre 2020 autour d'un Conseil militaire unifié (en) à Idlib, dirigé par le Front national de libération et Hayat Tahrir al-Cham,,.  
Le 27 novembre 2024, elle est renommée « commandement des opérations militaires » et lance une offensive dans le nord-ouest de la Syrie, qui aboutit onze jours plus tard à la prise de Damas et à la chute du régime Assad,,,. Le 24 décembre 2024, elle annonce « un accord sur la dissolution de tous les groupes et leur intégration sous la tutelle du ministère de la Défense »,.

## Affiliation
Le commandement des opérations militaires est affilié au gouvernement de salut syrien, puis au gouvernement de transition syrien et au commandement général,. 

## Organisation

### Composition
D'après le média indépendant syrien Levant 24, hostile à Bachar Al-Assad, les 13 factions suivantes opèrent sous la coordination du commandement des opérations militaires en 2024 : 
- Hayat Tahrir al-Cham
- Ahrar al-Cham
- Faylaq al-Cham
- Jaych al-Ahrar
- Jaych al-Nasr
- Suqour al-Cham
- Jaych al-Nokhba
- Armée libre d'Idleb
- La 23e division
- Jaych al-Ezzah
- Ansar al-Tawhid
- Parti islamique du Turkestan
- 1re division côtière
- 2e division côtière

### Commandement
Le commandant en chef des opérations militaires est Abou Mohammed al-Joulani, également commandant en chef de Hayat Tahrir al-Cham.  
Parmi les autres responsables importants du commandement des opérations, on peut citer Abou Hassan al-Hamwi, chef militaire de Hayat Tahrir al-Cham, Amer al-Sheikh, commandant en chef des Ahrar al-Cham et Jamil al-Saleh (ar), commandant de Jaych al-Ezzah,.  

### Effectifs
D'après Levant 24, 60 000 hommes agissent sous les ordres du commandement des opérations militaires. 

## Communication
Le commandement des opérations militaires dispose d'un porte-parolat officiel, assuré par le lieutenant-colonel Hassan Abdel Ghani.
Le commandement des opérations militaires dispose aussi d'un département politique, dont le porte-parole officiel est Obaida Arnaout. 

### Note
1. ↑  Autres traductions possibles : département[1], administration[2] ou direction des opérations militaires[3].